# José Reus García

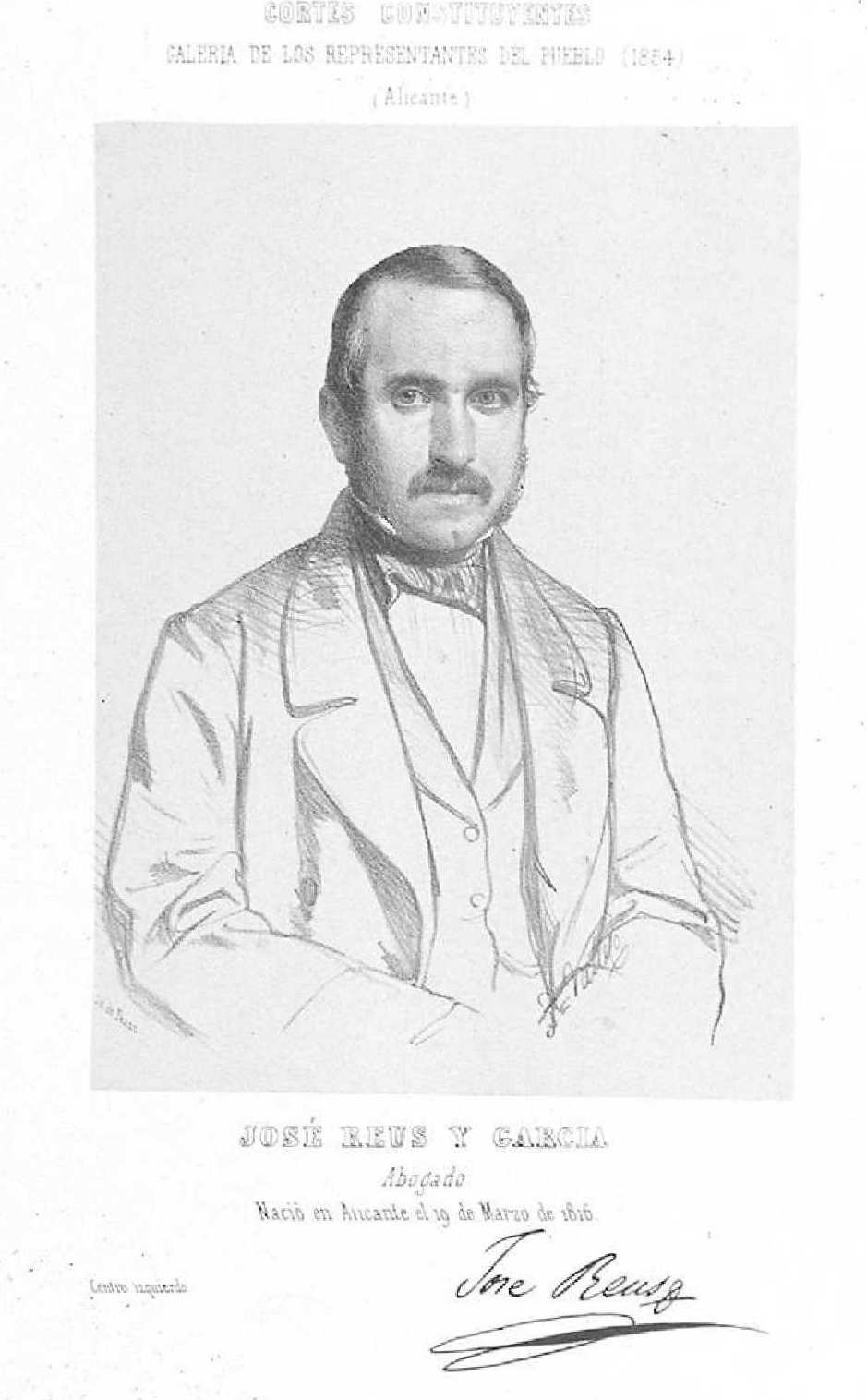
José Reus y García, litografía de José Vallejo y Galeazo: Cortes Constituyentes, Galería de representantes del pueblo, 1854. Inscripción: «JOSÉ REUS Y GARCÍA / Abogado / Nació en Alicante el 19 de Marzo de 1816. / Centro izquierdo». Facsímil del autógrafo. Biblioteca Nacional de España.

José Reus García (Alicante, 15 de marzo de 1816-Madrid, 1883) fue un jurista y político español.

## Vida académica e intelectual
Estudió en Alicante su formación primaria. Después pasó a Orihuela para estudiar filosofía y teología, con intención de seguir la carrera eclesiástica. Sin embargo posteriormente cursó la carrera de derecho. Apenas acabada esta carrera fue elegido sustituto para la cátedra de Derecho Natural.
Fue redactor jefe de La Tribuna, hasta que el pronunciamiento de 1843 le obligó a huir a Madrid. Allí trabajó de traductor y colaborador. Colaboró en el Diccionario Geográfico de Pascual Madoz. Fundó en 1852 la Editorial Reus, especializada en derecho. En 1853 fundó la Revista General de Legislación y Jurisprudencia.

## Vida política
Al subir al poder el partido progresista en 1854 fue elegido diputado por Alicante en las elecciones del 4 de octubre. Tras la caída del gobierno progresista, cesó como diputado el 2 de septiembre de 1856 y se mantuvo fuera de la política activa hasta 1868, aunque no aceptó ningún cargo hasta su elección como senador para la legislatura 1872/1873. Contribuyó con su influencia política al desarrollo del ferrocarril de Alicante a Murcia, incluyendo la cesión de terrenos de su propiedad en Torrellano. Pese a esta dedicación no llegaría a ver acabada esta obra.

## Obras
- Manual de desamortización civil y eclesiástica (Madrid, 1856).
- Ley de Enjuiciamiento civil comentada y explicada para su mejor inteligencia y fácil aplicación; con los formularios correspondientes a todos los juicios, y un repertorio alfabético de las materias comprendidas en la misma; Comentarios y Concordancias a la Ley de Enjuiciamiento civil; Código de Comercio arreglado a la reforma decretada el 6 de diciembre de 1868, anotado y concordado, precedido de una introducción histórica comparada, seguida de las leyes y disposiciones posteriores a su publicación que lo reforman y completan de las leyes especiales de enjuiciamiento en los negocios y causas de comercio y de un repertorio de la legislación mercantil (Madrid, 1869 y ediciones sucesivas).